# Misty Rain
Misty Rain (10 de agosto de 1969; Long Beach, California) es una actriz pornográfica, directora y bailarina de estriptis estadounidense.
Rain comenzó su carrera en 1992, y en 1997 fue contratada por Metro Pictures para aparecer en 12 películas y dirigir y protagonizar una serie propia llamada Misty Cam. Rain estableció que durante el contrato podría protagonizar otras producciones de mayor nivel, donde pudiese demostrar sus dotes interpretativas. En 2000 trabajó, para New Sensations, en una serie llamada Worldwide Sex.

## Premios

### Ganados
- 1995 – XRCO Starlet of the Year[3]
- 1995 – XRCO Best Girl-Girl Scene por The Dinner Party (con Celeste y Debi Diamond)[3]
- 1995 – AVN Best All-Girl Sex Scene (Film) por The Dinner Party (con Celeste y Debi Diamond)[4]
- 1995 – AVN Best All-Girl Sex Scene (Vídeo) por Buttslammers 4 (con Bionca, Felecia y Debi Diamond)[4]
- 1995 – AVN Best Group Sex Scene (Film) por Sex (con Debi Diamond, Diva y Gerry Pike)[4]
- 1996 – XRCO Best Girl-Girl Scene por Takin' it to the Limit 6 (con Traci Allen, Bionca, Felecia, y Jill Kelly)[3]
- 1996 – AVN Best All-Girl Sex Scene (Vídeo) por Takin' it to the Limit 6 (con Traci Allen, Bionca, Felecia, y Jill Kelly)[4]
- 1996 – AVN Best All-Girl Sex Scene (Film) por Fantasy Chamber (con Jenteal y Felecia)[4]
- 1997 – AVN Best All-Girl Sex Scene (Vídeo) por Buttslammers the 13th (con Missy y Caressa Savage)[4]
- 1998 – AVN Best Couples Sex Scene (Film) por Red Vibe Diaries (con Marc Wallice)[4]
- AVN Hall of Fame[5]

### Nominaciones
- 2000 – AVN Best Supporting Actress (Film) por Things Change 3[6]
- 2000 – AVN Best Couples Sex Scene (Film) por Things Change 3 (con Mark Davis)[6]
- 2003 – AVN Best Supporting Actress (Film) por Les Vampyres 2[7]
- 2004 – AVN Best All-Girl Sex Scene (Video) por Misty Rain's Worldwide Sex 9 (con Sylvia Saint y Venus)[8]